# Џоунсвил (Вирџинија)
Џоунсвил (енгл. Jonesville) град је у америчкој савезној држави Вирџинија. По попису становништва из 2010. у њему је живело 1.034 становника.

## Демографија
Према попису становништва из 2010. у граду је живело 1.034 становника, што је 39 (3,9%) становника више него 2000. године.
| Група             | 2000.       | 2010.         |
| Белци             | 985 (99,0%) | 1.014 (98,1%) |
| Афроамериканци    | 1 (0,1%)    | 3 (0,3%)      |
| Азијати           | 0 (0,0%)    | 2 (0,2%)      |
| Хиспаноамериканци | 4 (0,4%)    | 4 (0,4%)      |
| Укупно            | 995         | 1.034         |